# Statistiche e record del Follonica Hockey 1952
Di seguito sono riportati i record e i dati statistici relativi al Follonica Hockey 1952.
Questa lista è suscettibile di variazioni e potrebbe essere incompleta o non aggiornata.

## Campionato italiano

### Partecipazioni ai primi 3 livello del campionato
| Livello | Categoria | Partecipazioni | Debutto   | Ultima stagione | Totale per livello | Totale generale |
| ------- | --------- | -------------- | --------- | --------------- | ------------------ | --------------- |
| 1º      | Serie A   | 18             | 1963      | 1982-1983       | 52                 | 69              |
| 1º      | Serie A1  | 34             | 1983-1984 | 2024-2025       | 52                 | 69              |
| 2º      | Serie B   | 5              | 1959      | 1981-1982       | 13                 | 69              |
| 2º      | Serie A2  | 8              | 1986-1987 | 2000-2001       | 13                 | 69              |
| 3º      | Serie C   | 4              | 1957      | 1961            | 4                  | 69              |

In 72 stagioni sportive il Follonica ha disputato 52 campionati di massima serie (18 campionati di Serie A e 34 di Serie A1), 13 nella serie cadetta (5 di Serie B e 8 di Serie A2) e 4 di Serie C. Nelle restanti 3 stagioni ha partecipato al campionato di Promozione.

### Piazzamenti nella massima categoria
Il massimo livello del campionato italiano nel tempo ha assunto le seguenti denominazioni:
- Serie A (a girone unico): 1950-1983
- Serie A1: 1983 ad oggi

In questa tabella si tiene conto del piazzamento nella stagione regolare se presenti successivamente i play-off.
| Piazzamento | n | Edizione                                       |
| ----------- | - | ---------------------------------------------- |
| 1º          | 5 | 2005, 2006, 2007, 2008, 2009                   |
| 2º          | 2 | 1978, 2010                                     |
| 3º          | 2 | 2022, 2024                                     |
| 4º          | 3 | 1977, 1994, 2017                               |
| 5º          | 8 | 1973, 1976, 1979, 2002, 2003, 2004, 2021, 2025 |
| 6º          | 6 | 1974, 1983, 2014, 2018, 2019, 2023             |
| 7º          | 4 | 1969, 1970, 2015, 2016                         |
| 8º          | 6 | 1967, 1968, 1971, 1975, 2012, 2020             |
| 9º          | 1 | 2013                                           |
| 10º         | 7 | 1963, 1965, 1972, 1984, 1985, 1996, 2000       |
| 11º         | 4 | 1980, 1993, 1995, 2011                         |
| 12º         | 1 | 1997                                           |
| 13º         | 1 | 1986                                           |
| 14º         | 2 | 1981, 1992                                     |

### Partecipazioni ai Play-off scudetto
- Partecipazioni totali: 22

| Stagione  | Quarti di finale | Quarti di finale | Quarti di finale | Quarti di finale | Quarti di finale | Quarti di finale | Quarti di finale | Semifinali        | Semifinali | Semifinali | Semifinali | Semifinali | Semifinali | Semifinali | Finale            | Finale | Finale | Finale | Finale | Finale | Finale |
| Stagione  | Avversario       | G                | V                | N                | P                | F                | S                | Avversario        | G          | V          | N          | P          | F          | S          | Avversario        | G      | V      | N      | P      | F      | S      |
| --------- | ---------------- | ---------------- | ---------------- | ---------------- | ---------------- | ---------------- | ---------------- | ----------------- | ---------- | ---------- | ---------- | ---------- | ---------- | ---------- | ----------------- | ------ | ------ | ------ | ------ | ------ | ------ |
| 1982-1983 | Reggiana         | 2                | 2                | 0                | 0                | 8                | 5                | Amatori Lodi      | 2          | 0          | 0          | 2          | 3          | 9          |                   |        |        |        |        |        |        |
| 1993-1994 | Amatori Lodi     | 2                | 0                | 0                | 2                | 5                | 14               |                   |            |            |            |            |            |            |                   |        |        |        |        |        |        |
| 2002-2003 | Gorizia          | 2                | 2                | 0                | 0                | 7                | 3                | Prato Primavera   | 2          | 0          | 0          | 2          | 4          | 9          |                   |        |        |        |        |        |        |
| 2003-2004 | Roller Novara    | 3                | 2                | 1                | 0                | 13               | 11               | Prato Primavera   | 3          | 1          | 0          | 2          | 9          | 16         |                   |        |        |        |        |        |        |
| 2004-2005 | Salernitana      | 2                | 2                | 0                | 0                | 16               | 8                | CGC Viareggio     | 2          | 2          | 0          | 0          | 10         | 2          | Bassano 54        | 2      | 2      | 0      | 0      | 8      | 4      |
| 2005-2006 | Amatori Vercelli | 2                | 2                | 0                | 0                | 27               | 5                | CGC Viareggio     | 2          | 2          | 0          | 0          | 12         | 9          | Bassano 54        | 3      | 2      | 0      | 1      | 14     | 10     |
| 2006-2007 | Trissino         | 2                | 2                | 0                | 0                | 14               | 5                | Marzotto Valdagno | 3          | 2          | 0          | 1          | 16         | 12         | CGC Viareggio     | 2      | 2      | 0      | 0      | 12     | 6      |
| 2007-2008 | Breganze         | 2                | 2                | 0                | 0                | 11               | 4                | Marzotto Valdagno | 2          | 2          | 0          | 0          | 9          | 4          | CGC Viareggio     | 5      | 3      | 0      | 2      | 28     | 15     |
| 2008-2009 | Seregno          | 2                | 2                | 0                | 0                | 12               | 3                | Marzotto Valdagno | 2          | 2          | 0          | 0          | 7          | 2          | Bassano 54        | 4      | 1      | 0      | 3      | 14     | 19     |
| 2009-2010 | CGC Viareggio    | 3                | 2                | 1                | 0                | 12               | 6                | Amatori Lodi      | 3          | 2          | 0          | 1          | 16         | 9          | Marzotto Valdagno | 4      | 1      | 0      | 3      | 15     | 23     |
| 2011-2012 | Amatori Lodi     | 3                | 0                | 1                | 2                | 6                | 14               |                   |            |            |            |            |            |            |                   |        |        |        |        |        |        |
| 2013-2014 | Valdagno 1938    | 3                | 1                | 0                | 2                | 11               | 19               |                   |            |            |            |            |            |            |                   |        |        |        |        |        |        |
| 2014-2015 | CGC Viareggio    | 2                | 0                | 0                | 2                | 7                | 10               |                   |            |            |            |            |            |            |                   |        |        |        |        |        |        |
| 2015-2016 | Matera           | 2                | 0                | 0                | 2                | 6                | 9                |                   |            |            |            |            |            |            |                   |        |        |        |        |        |        |
| 2016-2017 | Bassano          | 3                | 2                | 1                | 0                | 11               | 6                | Forte dei Marmi   | 4          | 1          | 0          | 3          | 10         | 17         |                   |        |        |        |        |        |        |
| 2017-2018 | Breganze         | 2                | 0                | 0                | 2                | 4                | 14               |                   |            |            |            |            |            |            |                   |        |        |        |        |        |        |
| 2018-2019 | Valdagno 1938    | 2                | 0                | 0                | 2                | 1                | 6                |                   |            |            |            |            |            |            |                   |        |        |        |        |        |        |
| 2020-2021 | Sarzana          | 2                | 1                | 1                | 0                | 7                | 4                | Forte dei Marmi   | 5          | 2          | 0          | 3          | 11         | 18         |                   |        |        |        |        |        |        |
| 2021-2022 | Valdagno         | 3                | 1                | 2                | 0                | 14               | 11               | Amatori Lodi      | 4          | 1          | 0          | 3          | 10         | 14         |                   |        |        |        |        |        |        |
| 2022-2023 | Forte dei Marmi  | 3                | 1                | 0                | 2                | 7                | 10               |                   |            |            |            |            |            |            |                   |        |        |        |        |        |        |
| 2023-2024 | Grosseto         | 3                | 2                | 0                | 1                | 10               | 9                | Trissino          | 3          | 0          | 0          | 3          | 5          | 16         |                   |        |        |        |        |        |        |
| 2024-2025 | Bassano          | 3                | 1                | 0                | 2                | 9                | 9                |                   |            |            |            |            |            |            |                   |        |        |        |        |        |        |

### Bilancio con le squadre affrontate nei play-off
| Avversario       | G  | V  | N | P  | GF | GS | SV | Stag.                    | SP | Stag.               |
| ---------------- | -- | -- | - | -- | -- | -- | -- | ------------------------ | -- | ------------------- |
| Valdagno         | 19 | 9  | 1 | 8  | 73 | 77 | 4  | 2007 2008 2009 2022      | 3  | 2010 2014 2019      |
| CGC Viareggio    | 16 | 11 | 1 | 4  | 81 | 48 | 5  | 2005 2006 2007 2008 2010 | 1  | 2015                |
| Bassano          | 15 | 8  | 1 | 6  | 56 | 48 | 3  | 2005 2006 2017           | 2  | 2009 2025           |
| Amatori Lodi     | 14 | 3  | 1 | 10 | 40 | 60 | 1  | 2010                     | 4  | 1983 1994 2012 2022 |
| Forte dei Marmi  | 12 | 4  | 0 | 8  | 28 | 45 | 0  |                          | 3  | 2017 2021 2023      |
| Prato Primavera  | 5  | 1  | 0 | 4  | 13 | 25 | 0  |                          | 2  | 2003 2004           |
| Trissino         | 5  | 2  | 0 | 3  | 19 | 21 | 1  | 2007                     | 1  | 2024                |
| Breganze         | 4  | 2  | 0 | 2  | 15 | 18 | 1  | 2008                     | 1  | 2018                |
| Grosseto         | 3  | 2  | 0 | 1  | 10 | 9  | 1  | 2024                     | 0  |                     |
| Roller Novara    | 3  | 2  | 0 | 1  | 13 | 11 | 1  | 2004                     | 0  |                     |
| Amatori Vercelli | 2  | 2  | 0 | 0  | 27 | 5  | 1  | 2006                     | 0  |                     |
| Gorizia          | 2  | 2  | 0 | 0  | 7  | 3  | 1  | 2003                     | 0  |                     |
| Matera           | 2  | 0  | 0 | 2  | 6  | 9  | 0  |                          | 1  | 2016                |
| Reggiana         | 2  | 2  | 0 | 0  | 8  | 5  | 1  | 1983                     | 0  |                     |
| Salernitana      | 2  | 2  | 0 | 0  | 16 | 8  | 1  | 2005                     | 0  |                     |
| Sarzana          | 2  | 1  | 1 | 0  | 7  | 4  | 1  | 2021                     | 0  |                     |
| Seregno 2012     | 2  | 2  | 0 | 0  | 12 | 3  | 1  | 2009                     | 0  |                     |

## Coppe nazionali
| Competizione        | Partecipazioni | Debutto   | Ultima stagione |
| ------------------- | -------------- | --------- | --------------- |
| Coppa Italia        | 48             | 1967      | 2024-2025       |
| Supercoppa italiana | 8              | 2005      | 2024            |
| Coppa di Lega       | 3              | 1984-1985 | 2001-2002       |

## Coppe internazionali
| Competizione              | Partecipazioni | Debutto   | Ultima stagione |
| ------------------------- | -------------- | --------- | --------------- |
| Coppa CERS/WSE            | 13             | 1983-1984 | 2023-2024       |
| Eurolega/Champions League | 11             | 2005-2006 | 2024-2025       |
| Coppa Continentale        | 4              | 2005-2006 | 2024-2025       |
| Coppa delle Coppe         | 2              | 1977-1978 | 1982-1983       |
| Coppa Intercontinentale   | 1              | 2007      | 2007            |
| WSE Trophy                | 1              | 2024-2025 | 2024-2025       |

### Bilancio degli incontri nelle coppe europee
| Competizione              | Partite | Partite  | Partite | Partite   | Reti  | Reti   |
| Competizione              | Giocate | Vittorie | Pareggi | Sconfitte | Fatte | Subite |
| ------------------------- | ------- | -------- | ------- | --------- | ----- | ------ |
| Coppa CERS/WSE            | 64      | 40       | 4       | 20        | 299   | 194    |
| Eurolega/Champions League | 70      | 33       | 6       | 31        | 262   | 266    |
| Coppa Continentale        | 6       | 2        | 0       | 4         | 16    | 23     |
| Coppa delle Coppe         | 8       | 3        | 0       | 5         | 29    | 45     |
| WSE Trophy                | 3       | 2        | 1       | 0         | 24    | 9      |
| Coppa Intercontinentale   | 1       | 1        | 0       | 0         | 4     | 2      |
| Totale                    | 152     | 81       | 11      | 60        | 634   | 539    |

### Piazzamenti nelle competizioni internazionali
Coppa CERS/WSE
| Campione              | 1  | 2004-2005                                  |
| Finalista             | 2  | 2021-2022, 2023-2024                       |
| Quarti di finale      | 4  | 2002-2003, 2014-2015, 2019-2020, 2022-2023 |
| Ottavi di finale      | 4  | 2003-2004, 2013-2014, 2015-2016, 2016-2017 |
| Primo turno           | 2  | 1983-1984, 2012-2013                       |
| Totale partecipazioni | 13 | 13                                         |

Eurolega/Champions League
| Campione              | 1  | 2005-2006                                  |
| Quarti di finale      | 3  | 2008-2009, 2009-2010, 2017-2018            |
| Fase a gironi         | 4  | 2006-2007, 2007-2008, 2010-2011, 2018-2019 |
| Secondo turno         | 1  | 2022-2023                                  |
| Primo turno           | 2  | 2023-2024, 2024-2025                       |
| Totale partecipazioni | 11 | 11                                         |

Coppa Continentale
| Finalista             | 2 | 2005-2006, 2006-2007 |
| Semifinalista         | 2 | 2022-2023, 2024-2025 |
| Totale partecipazioni | 4 | 4                    |

Coppa delle Coppe
| Semifinalista         | 1 | 1977-1978 |
| Quarti di finale      | 1 | 1982-1983 |
| Totale partecipazioni | 2 | 2         |

WSE Trophy
| Semifinalista         | 1 | 2024-2025 |
| Totale partecipazioni | 1 | 1         |

Coppa Intercontinentale
| Campione              | 1 | 2007 |
| Totale partecipazioni | 1 | 1    |